# Árdassa
Árdassa är en ort i Grekland.   Den ligger i prefekturen Nomós Kozánis och regionen Västra Makedonien, i den norra delen av landet, 300 km nordväst om huvudstaden Aten. Árdassa ligger 606 meter över havet och antalet invånare är 934.
Terrängen runt Árdassa är varierad.Runt Árdassa är det ganska tätbefolkat, med 70 invånare per kvadratkilometer. Närmaste större samhälle är Ptolemaida, 5,6 km nordost om Árdassa. Trakten runt Árdassa består till största delen av jordbruksmark.